# 沈黙の春
『沈黙の春』（ちんもくのはる、Silent Spring, ISBN 978-4102074015）は、1962年に出版されたレイチェル・カーソンの著書。DDTを始めとする殺虫剤や農薬などの化学物質の危険性を訴えた作品。タイトルの沈黙の春とは、鳥達が鳴かなくなって生き物の出す音の無い春という冒頭の状況を表している。
発売から半年で50万部売れ、特にBook of the Month Clubや、ニューヨーク・タイムズのベストセラー・リストに選ばれてからは更に売れるようになった。

## 日本語版
- 青樹簗一訳『沈黙の春』、新潮社（新装版2001年6月）および新潮文庫（1974年2月//再改版2004年6月）- 各・多数重版

初刊は1964年で、南原実による訳書（青樹はペンネーム）で、初版題名は『生と死の妙薬-自然均衡の破壊者〈化学薬品〉』だった。
- 渡辺政隆訳『沈黙の春』（光文社古典新訳文庫、2024年9月）- 新訳版

## 評価
カーソンのこの著作は、あまり知られていなかった農薬の残留性や生物濃縮がもたらす生態系への影響を公にし、社会的に大きな影響を与えた。カーソンの指摘により、生体内に蓄積し食物連鎖により濃縮され安全性に問題が発生する可能性のある農薬には基準値が設けられ規制されるようになった。このような規制はアメリカだけでなくて世界中の先進国に広がりを見せ、近年にまで続く環境保護思想の源流の内の一つにもなった。日本でもカーソンの指摘どおり、当時は安全だと思われて牛乳に含まれていたBHCの危険性が認知されたり、またカネミ油症事件や四大公害病などの大規模公害を経て、同じく当時は無害だと思われていたPCBの野放図な使用やメチル水銀の生物濃縮の危険性が認知され化学物質の審査及び製造等の規制に関する法律など様々な規制が生まれるに至った。従来の規制では直接的に化学物質と接触して被害を及ぼすような毒劇物の製造・使用等の規制や排出ガス・排出水等の規制だけだったが、新しく生まれた規制は長期間にわたって人体に残留してじわじわと健康に被害を及ぼすリスクに対応した点において、これまでの化学物質の安全性に関する考え方を根本的に覆すものだった。
一方で、執筆から40年以上経過した現時点の最新の科学的知見から見ると、その主張の根拠となった1950年代の知見の中には、その後の研究で疑問符が付けられたものも存在する。例えば当時はDDTに発ガン性があるという見解が多かったが、長期間にわたる追跡調査はDDTによる人間に対する発ガン性に関しては未確定であり、国際がん研究機関発がん性評価においてはグループ2Bの「人に対して発がん性が有るかもしれない物質」とされている。
ワニに発生した異常に関する記述では、オスのワニが生まれなくなった要因はDDT等の農薬ではなく、卵の温度だったと後に判明した。しかし、ワニの数が激減し、産み落とされた卵の多くはふ化せず、生まれたオスはペニスの大きさが正常の1/4程度しかなく、オスであるにもかかわらず卵巣を持っていたり、血液中の男性ホルモンの濃度が極端に低くホルモン分泌がメスに近い状態であるなど、その他の部分については今なお農薬との関連が指摘されている。
DDTを禁止した結果として発展途上国で多数のマラリア患者が発生し亡くなったとして一部にカーソンを非難する声がある。しかし実際のスリランカ政府は1962年の時点で患者が31人にまで減少したことから、国内のマラリアが殆ど撲滅されたと判断し予算節約のためDDT散布を中止したのであって、アメリカ発のDDT禁止運動とは無関係だったし、スリランカではDDT散布が禁止されていなかった。ところが予算節約の為にDDT散布を中止した結果、1968年と1969年第一四半期にはスリランカのマラリアは60万にぶり返してしまった。事態を重く見たスリランカ政府はDDTを再度使用するが、このとき既にカーソンによって指摘された通りに現地の蚊がDDT耐性を獲得しておりDDTを散布しても効果が無く再びマラリアが激増してしまった。スリランカ政府がDDTの代わりにマラチオンを散布する事でスリランカのマラリアは1990年〜1993年に28万人〜32万人台へ、1994年〜2000年に14万人〜27万人台へ、2001年に6万6522人、2002年に4万1411人、2003年には1万510人と減少していった。2016年9月にはWHOによってスリランカのマラリアが撲滅されたと発表された。
また本書がDDTの世界的な禁止運動のきっかけとなった点についても、カーソンなどが実際に主張したことは、農薬利用などマラリア予防以外の目的でのDDTの利用を禁止することにより、マラリア蚊がDDT耐性を持つのを遅らせるべきだという内容であって、カーソンはマラリア予防目的であればDDTの利用禁止を主張していなかった。この様に誤解に基づいて「沈黙の春」や作者のカーソンを批判する人間がいる事に対して、ニューヨーク大学のMichael Ward, Bart Kahr両教授らは、カーソンの主張を支持した上で、カーソンへの批判派がDDTの安全性の根拠として今も頻繁に引用する「DDTを添加した餌を与えられたキジでは、そうでないキジよりも卵の孵化率が高まった」という1956年の報告を再検討し、批判派が元データに対して恣意的な操作を行っていることを指摘し、『「沈黙の春」が環境政策に影響を与えることができた時代には、科学と科学者が一般国民から信頼を得ていたのに対して、そのような信頼が低下した現代ではカーソンに対する科学的根拠を欠いた中傷がはびこるようになった』と指摘している。
また、安価な殺虫剤であるDDTの田畑での農薬としての使用は途上国では最近までほとんど減少せず、猛禽類や水棲生物の減少による生態系破壊はそのままで、DDTに耐性を持つ蚊を増やす結果となった。現在では途上国においては蚊帳への使用という限定的な条件でDDTの使用が認められている。
一方、人類史的な視点からは、それまで生態系などへの環境に対する影響自体が軽視されており、後のアースディや国連人間環境会議のきっかけとなった本作は、環境と人間とのかかわりから環境問題の告発という大きな役割を果たし、人間が生きる為の環境をも見据えた環境運動へのさきがけとなったのである。
ニューヨーク大学ジャーナリズム学部が招集した専門家たちが選出した『20世紀アメリカジャーナリズムのTOP100』にて第2位に選出されている。

## 作中で語られるカーソンの主張
（）内はその主張の実例
- 生物濃縮の怖さ（アメリカ西部クリア湖における農薬散布とカイツブリ類の中毒死例他）
- 化学的農薬ではなく生物農薬の利用（侵入昆虫マメコガネに対して劇薬散布を取った中西部諸州と病原菌・寄生蜂の蔓延方策を取った東部諸州の例、競合植物で線路際の高木の繁殖を上手く抑えた例他）
- 人間が自然をコントロールする愚かさ（乾燥地帯に生えるヨモギの一種Artemisia tridentataを除去しようとして逆にさらなる不毛の地になってしまった例、道端のブタクサを除去しようとして逆にブタクサばかりになった例他）
- 単一植物ばかりを植えることの脆弱性（ニレ並木ばかり作ったせいでニレ立枯病の蔓延を招いた例他）